# Phintella bifurcata
Phintella bifurcata är en spindelart som beskrevs av Prószynski 1992. Phintella bifurcata ingår i släktet Phintella och familjen hoppspindlar. Inga underarter finns listade i Catalogue of Life.